# Microvalgus lapeyrousei
Microvalgus lapeyrousei är en skalbaggsart som beskrevs av Hippolyte Louis Gory och Achille Rémy Percheron 1833. Microvalgus lapeyrousei ingår i släktet Microvalgus och familjen Cetoniidae. Inga underarter finns listade i Catalogue of Life.